# Markus Golser
Markus Golser (* 9. Juli 1973 in Salzburg) ist ein professioneller österreichischer Pokerspieler und Unternehmer. Zusammen mit dem deutschen Pokerprofi Johannes Strassmann gründete er die Online-Pokerschule und Community CardCoaches. Gemeinsam mit der deutschen Pokerspielerin Sandra Naujoks rief Markus Golser das Wohltätigkeits-Projekt „All In 4 Kids“ ins Leben, bei dem alle Pokerspieler zwei Prozent ihrer Turniergewinne an hilfsbedürftige Kinder spenden.

## Werdegang
Der gelernte Bürokaufmann Golser begann als Teenager mit dem Pokerspiel. Später galt er als einer der besten Pot-Limit-Omaha-Spieler Europas. Im Jahr 2000 wurde er bei der World Series of Poker (WSOP) in Las Vegas in dieser Pokervariante Dritter. In Europa widmete sich Golser vorwiegend dem Cash Game.
Golser gilt als vielseitiger Spieler, wenn es um High-Stakes-Turniere geht, wenngleich Pot Limit Omaha seine bevorzugte Variante ist. Dennoch lassen sich die Erfolge von Golser in mehreren Pokervarianten sehen. So ging er bei den Austrian Masters im Concord Card Casino beim No Limit Hold’em bzw. Limit Hold’em einmal als Erster und zweimal als Zweiter vom Tisch. Auch bei der Poker Wörthersee Trophy in Velden am Wörther See war er erfolgreich. Regelmäßig ist er auch bei der WSOP anzutreffen. Er belegte 2009 im Limit Hold’em den sechsten Platz und gewann ein Preisgeld von mehr als 50.000 US-Dollar. In der europäischen Turnierszene wurde Golser mit dem Start der European Poker Tour richtig aktiv. 2007 wurde er beim Main Event in Prag Fünfter und gewann rund 150.000 Euro. Seine bis dato letzte Live-Geldplatzierung erzielte er im November 2011. Insgesamt hat sich Golser mit Poker bei Live-Turnieren über eine Million US-Dollar erspielt.
Golser war von Beginn an Stammgast beim deutschen TV-Format German High Roller, bei dem er zusammen mit Herrmann Pascha und anderen deutschen Pokergrößen um große Pötte spielte. Golser ist ein Mann des Live-Spiels, dennoch spielt er seit 2006 unter dem Nickname jumper17 auch regelmäßig Onlinepoker. Ab 2007 war Golser FullTilt-Pro und immer wieder bei Events in Pot Limit Omaha anzutreffen.

## CardCoaches
Zusammen mit Johannes Strassmann gründete Golser die persönliche Onlinepokerschule CardCoaches.com, die am 2. Februar 2012 in einer Betaversion online ging. Auf CardCoaches.com taten sich neben Strassmann und Golser weitere bekannte deutschsprachige Pokerspieler wie z. B. Dominik Nitsche mit dem Ziel zusammen, Anfänger kostenlos zu schulen und sie zu erfolgreichen Pokerspielern auszubilden. Auch für Fortgeschrittene bietet die Pokerplattform verschiedene Strategieartikel, Handanalysen und Coachingvideos, mit denen das eigene Pokerspiel verbessert werden kann.